# Vitrocerâmica

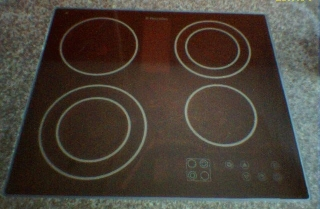
Placa vitrocerâmica de um fogão.

Vitrocerâmica  é um material cerâmico obtido por técnicas vidreiras e constituído de microcristais dispersos numa fase vítrea.
É obtido submetendo o vidro comum a temperaturas elevadas (de 500°C a 1000 °C ). Este tratamento térmico provoca a sua cristalização.  Ao contrário de cerâmicas sinterizadas, não há poros entre os cristais.
O termo vitrocerâmica refere-se essencialmente a uma combinação de vidro com lítio, silício, alumínio e óxidos que produz uma variedade de materiais com interessantes propriedades termomecânicas.
Materiais vitrocerâmicos possuem maior resistência (não sendo, porém, totalmente inquebráveis) que os vidros comuns, uma baixa condutividade elétrica e quase nenhuma dilatação térmica. Ao mesmo tempo apresenta baixa condutividade térmica e resistência a choque térmico.
Possui algumas aplicações importantes na astronomia (espelhos de telescópios), medicina (ossos e dentes artificiais) e uso doméstico (fogões elétricos).